# 真反芻下目
真反芻下目（しんはんすうかもく、Pecora）は、偶蹄目/鯨偶蹄目の反芻亜目に属す下目。ほとんどの種は前頭骨から伸びた角を持つ（キバノロとジャコウジカを除く）。“Pecora”という名は、ラテン語のpecus（角のある家畜の意）から来ている。ほとんどの種で頭骨から伸びた角をもつが、多くの科学者は角は共通祖先から引き継がれた特徴ではなく、少なくとも2回独立に進化したと考えられている。このグループは、分子と形態の両面から支持されているが、内部の系統関係には議論がある。

## 進化史
最初の反芻類の化石は始新世前期に見られ、小さく、おそらく雑食で、森林に暮らしていた。中新世前期に頭骨に付属物（角）を持つ偶蹄類が最初に出現した。中新世に真反芻類は急速に多様化したが、これはこの時期の気候変化に一致しているようである。
アンテロープ、キリン類、プロングホーンが開けた環境に進化したが、一方でシカ類（トナカイを含む）は森林環境で進化した。真反芻類の走行タイプは生息環境と解剖学的特徴に密接に関係している。体重の軽い種は速く走る際の屈曲・伸張サスペンションの両方を使う。オジロジカとミュールジカは、主に伸張サスペンションを用いることが観察されている。これは彼らの生息環境に存在する茂みや倒木の幹を飛び越えるためである。一方で、体重の重い種は、ほとんどの場合、後足が短く、下向きに傾斜する背中を持っているため、伸張サスペンションは使用しない。  

## 分類
カール・リンネの『自然の体系』では畜獣類として哺乳綱の1目とされ、当時の分類ではラクダ類を含めていた。のちにラクダ類が核脚類として独立し、残りのグループが真反芻類として成立した。
真反芻下目は反芻亜目の下位の下目であり、マメジカ下目 (Tragulina) と姉妹群である。偶蹄目の中での位置関係は以下。
|  | マメジカ下目 Tragulina (マメジカ類) |
|  |                                     |
|  | 真反芻下目 Pecora                   |
|  |                                     |

|  | カバ科 Hippopotamidae |
|  |                       |
|  | クジラ類 Cetacea      |
|  |                       |

|  | マメジカ下目 Tragulina (マメジカ類) |
|  |                                     |
|  | 真反芻下目 Pecora                   |
|  |                                     |

|  | カバ科 Hippopotamidae |
|  |                       |
|  | クジラ類 Cetacea      |
|  |                       |

|  | マメジカ下目 Tragulina (マメジカ類) |
|  |                                     |
|  | 真反芻下目 Pecora                   |
|  |                                     |

|  | カバ科 Hippopotamidae |
|  |                       |
|  | クジラ類 Cetacea      |
|  |                       |

|  | マメジカ下目 Tragulina (マメジカ類) |
|  |                                     |
|  | 真反芻下目 Pecora                   |
|  |                                     |

|  | カバ科 Hippopotamidae |
|  |                       |
|  | クジラ類 Cetacea      |
|  |                       |

|  | マメジカ下目 Tragulina (マメジカ類) |
|  |                                     |
|  | 真反芻下目 Pecora                   |
|  |                                     |

|  | カバ科 Hippopotamidae |
|  |                       |
|  | クジラ類 Cetacea      |
|  |                       |

|  | マメジカ下目 Tragulina (マメジカ類) |
|  |                                     |
|  | 真反芻下目 Pecora                   |
|  |                                     |

|  | カバ科 Hippopotamidae |
|  |                       |
|  | クジラ類 Cetacea      |
|  |                       |

|  | マメジカ下目 Tragulina (マメジカ類) |
|  |                                     |
|  | 真反芻下目 Pecora                   |
|  |                                     |

|  | カバ科 Hippopotamidae |
|  |                       |
|  | クジラ類 Cetacea      |
|  |                       |

|  | マメジカ下目 Tragulina (マメジカ類) |
|  |                                     |
|  | 真反芻下目 Pecora                   |
|  |                                     |

|  | カバ科 Hippopotamidae |
|  |                       |
|  | クジラ類 Cetacea      |
|  |                       |

形態学的研究にはほとんどコンセンサスが存在しないため、真反芻類(およびすべての偶蹄類) 間の系統関係を決定する試みは、現在は分子研究に依存している。 真反芻下目に含まれる科については、複数の研究により有効と見做されている pp. 4–5のソース。
21世紀初頭、ジャコウジカ科はシカ科と姉妹群とされていた。しかし、2003年の系統学的研究（国立自然史博物館 (フランス)のAlexandre Hassaninと学生による、ミトコンドリアと核の分析）により、ジャコウジカ科とウシ科がクレードをなし、それがシカ科と姉妹関係にあることが判明した。この研究により、シカ科はウシ科＋ジャコウジカ科の系統と約2,700－2,800万年前に分岐したことも明らかになった。以下の分岐図はその研究結果をに基づく。
|  | シカ科 Cervidae                                                             |
|  |                                                                             |
|  | \| \| ウシ科 Bovidae \| \| \| \| \| \| ジャコウジカ科 Moschidae \| \| \| \| |
|  |                                                                             |
|  | ウシ科 Bovidae                                                              |
|  |                                                                             |
|  | ジャコウジカ科 Moschidae                                                    |
|  |                                                                             |

|  | ウシ科 Bovidae           |
|  |                          |
|  | ジャコウジカ科 Moschidae |
|  |                          |

|  | シカ科 Cervidae                                                             |
|  |                                                                             |
|  | \| \| ウシ科 Bovidae \| \| \| \| \| \| ジャコウジカ科 Moschidae \| \| \| \| |
|  |                                                                             |
|  | ウシ科 Bovidae                                                              |
|  |                                                                             |
|  | ジャコウジカ科 Moschidae                                                    |
|  |                                                                             |

|  | ウシ科 Bovidae           |
|  |                          |
|  | ジャコウジカ科 Moschidae |
|  |                          |

|  | シカ科 Cervidae                                                             |
|  |                                                                             |
|  | \| \| ウシ科 Bovidae \| \| \| \| \| \| ジャコウジカ科 Moschidae \| \| \| \| |
|  |                                                                             |
|  | ウシ科 Bovidae                                                              |
|  |                                                                             |
|  | ジャコウジカ科 Moschidae                                                    |
|  |                                                                             |

|  | ウシ科 Bovidae           |
|  |                          |
|  | ジャコウジカ科 Moschidae |
|  |                          |

|  | シカ科 Cervidae                                                             |
|  |                                                                             |
|  | \| \| ウシ科 Bovidae \| \| \| \| \| \| ジャコウジカ科 Moschidae \| \| \| \| |
|  |                                                                             |
|  | ウシ科 Bovidae                                                              |
|  |                                                                             |
|  | ジャコウジカ科 Moschidae                                                    |
|  |                                                                             |

|  | ウシ科 Bovidae           |
|  |                          |
|  | ジャコウジカ科 Moschidae |
|  |                          |

真反芻下目 Pecora
- Family †Gelocidae
- Family †Palaeomerycidae パレオメリックス科
- Family Cervidae シカ科
- Family Moschidae ジャコウジカ科
- Family Bovidae ウシ科
- Superfamily Giraffoidea キリン上科
  - Family Antilocapridae プロングホーン科
  - Family Giraffidae キリン科
  - Family †Climacoceratidae

## 解剖学的特徴
真反芻類が他の偶蹄類と共有する特徴は、4室から成る胃、第3指と第4指に体重がかかる脚などである。真反芻類を、その姉妹群であるマメジカ類と区別する特徴としては、距骨の両側面が平行であること、大菱形骨が喪失していること、錐体骨などの頭蓋骨の部分の違いがある。
真反芻下目の下位科を区別する特徴は頭蓋骨の付属物（角）である。現生のほとんどの真反芻類（ジャコウジカを除く）は洞角、枝角、オシコーン、プロングホーンの4種類のうちのいずれかのタイプの角を持つ。
- 洞角（True horns）は、骨を芯とし、周りにケラチン質の鞘が覆うタイプの角で生え替わらない。ウシ科がこのタイプの角を持つ。前頭骨上の骨膜にて発達し、カーブするものもあれば、まっすぐなものもある[5]。ケラチン質の鞘の表面の特徴（リッジまたは捻れ）は骨質の芯部表面の成長速度の違いによるものと考えられる[5]。
- 枝角（Antlers）はシカ科の角で、毎年抜け落ち生え替わる骨質の構造物である。前頭骨の突起（生え替わらず、角座 (pedicle) と呼ばれる）から成長する[5]。枝角は分岐したり(例:オジロジカ)、掌上化（例:ヘラジカ）したりする。
- オシコーン（Ossicones）は終生前頭骨または頭頂骨に融合する永続的な骨構造である[5]。キリン科とその絶滅近縁群にのみ見られ[5]、現生ではキリンとオカピが有する。
- プロングホーン（Pronghorns）は構造的には洞角と同じで、生え替わらない骨芯にケラチン質の鞘が覆うが、ケラチン質の鞘のみが枝角のように生え替わる[5]。プロングホーンの進化についてはほとんど知られていないが、おそらくウシ科の洞角とは独立して進化したと考えられている[5]。現生ではプロングホーン（プロングホーン科）のみがこのタイプの角を持つ。